# 효정성황후
효정성황후 박이제길특씨(孝靜成皇后 博爾濟吉特氏, 가경(嘉慶) 17년 5월 11일(1812년 6월 19일) ~ 함풍(咸豊) 5년 7월 9일(1855년 8월 21일))는 청나라 8대 황제인 선종 도광제의 후궁이자 추존 황후이다. 성은 보르지긴, 형부원외랑을 지낸 화량아(花良阿)의 딸이다. 청나라 황제의 생모가 아님에도 불구하고 후궁으로서 후대 황제에 의해 황태후(皇太后)로 봉숭되고 황후(皇后)로 추존된 유일한 여성이다. 최종 시호는 효정강자의소단혜장인화신필천무성성황후(孝靜康慈懿昭端惠庄仁和慎弼天撫聖成皇后)이다.

## 생애
도광제 즉위 초년에 입궁하여 귀인(貴人)으로 책봉됐다. 도광 6년(1826년), 15세의 나이로 회임하여 황2남인 혁강(奕綱: 순화군왕으로 추증)을 낳고 빈(嬪)으로 승봉했다. 다음 해인 도광 7년에 혁강이 사망하여 이를 위로하는 차원으로 비(妃)로 승봉되었다. 도광 9년에 혁계(奕繼: 혜질군왕으로 추증)를 출산, 도광 10년에 도광제의 황6녀(훗날 수은고륜공주로 책봉)를, 도광 12년에 황6남 혁흔(奕訢: 공친친왕으로 책봉, 훗날의 공친왕)을 출산했다. 도광 14년에 황귀비 뉴호록 씨(효전성황후)가 황후로 책립되면서 이를 기념해 정비(靜妃)로 있던 박이제길특 씨도 특진하여 귀비(貴妃)로 승봉했다.
도광 20년, 효전성황후가 급서하자 차기 황후로서 황귀비(皇貴妃)로 진봉하여 육궁을 통솔했는데, 청나라의 황귀비는 황후가 사망했을 시 상례(喪禮)를 마치기까지 차기 황후 내정자를 봉작해 황후 대리직을 수행토록 하는 작위이기도 했다. 그러나 각별히 사랑했던 효전성황후의 죽음에 깊이 애도한 도광제는 효전성황후의 상례를 마친 뒤에도 황후를 책립치 않아 결국 도광제가 서거하기까지 6년 간 황후의 자리는 공석이 되었다. 도광제를 이어 황위에 오른 9대 문종 함풍제(효전성황후의 아들)는 황귀비 보르지긴 씨를 사실상 황태후(皇太后)의 예우로 받들어 효자황귀비(孝慈皇貴妃)로 존호를 가상했는데, 호(號)에 효(孝)를 쓸 수 있는 건 후(后)에게 한정된다.
함풍 5년 7월, 그녀가 병환으로 위독해지자 함풍제는 그녀를 황태후로 존봉토록 하여 강자황태후로 올렸으며, 9일 뒤 그녀가 44세(만 43세)의 나이로 사망하자 황후로 추존했다. 이때 그녀에게 추시된 시호는 효정강자필천보성황후(孝靜康慈弼天輔聖皇后)로, 도광제의 다른 황후들과는 달리 시호의 마지막에 도광제의 마지막 시호인 성(成)이 더해지지 않았다. 이는 명나라에서 서후(庶后)를 추존하던 형식을 차용한 것으로, 가까이는 청의 3대 황제인 세조 순치제의 서후(庶后) 효헌황후 동악 씨가 그녀의 정통성을 부정한 강희제로 인해 순치제의 시호 마지막 글자를 받지 못한 바 있다. 이후 10대 황제인 목종 동치제가 즉위하여 그녀에게 시호를 증시하여 시호에 의소단혜(懿昭端惠)와 도광제의 시호 마지막 글자인 '성(成)'을 추가하고 그녀의 신주를 태묘(太廟)에 부묘하여 정식 황후로 추존했다. 훗날 청의 마지막 황제인 12대 공종 선통제 때 시호가 증시되어 최종 시호는 효정강자의소단혜장인화신필천무성성황후(孝靜康慈懿昭端惠庄仁和慎弼天撫聖成皇后)이다.

## 기타
함풍 2년(1852년) 함풍제에게 신붓감을 골라주었는데 이 두 사람이 동태후와 서태후로 유명한 효정현황후와 효흠현황후이다.

## 가족
- 아버지 : 박이제길특 화량아(博尔吉济特 花良阿)
- 남편 : 청 8대 황제 선종 도광제 애신각라 민녕(愛新覺羅 旻寧)
  - 장남 : 황2남 순화군왕 혁강(奕綱) - 조졸
  - 차남 : 황3남 혜질군왕 혁계(奕繼) - 조졸
  - 장녀 : 황6녀 수은고륜공주 - 이름 불명, 도광 25년 부찰 경수(富察 景壽)에게 하가
  - 삼남 : 황6남 공친친왕 혁흔(奕訢)

## 같이 보기
- 입팔분공